# 1002 TCN
1002 TCN là một năm trong lịch La Mã.